# Colegiul Național „Moise Nicoară” din Arad
Colegiu Național „Moise Nicoară” din Arad a fost înființat în 1873 ca liceu catolic. În prezent este una din cele mai prestigioase unități de învățământ preuniversitar din oraș. Colegiul este localizat în piața Margareta Bibici din Arad, nu departe de Teatrul Clasic „Ioan Slavici”.

## Istoric

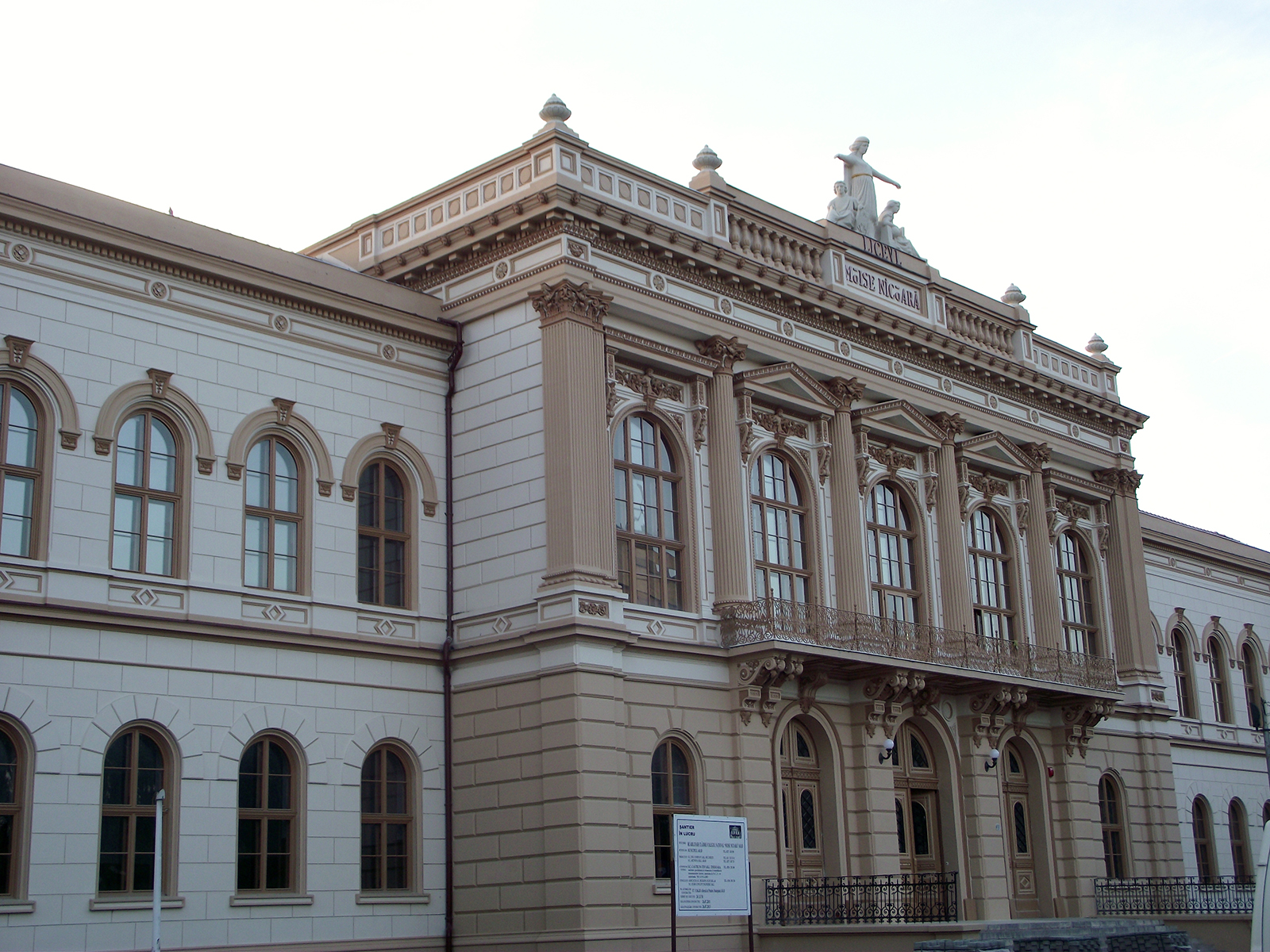
Fațada clădirii Colegiului Național „Moise Nicoară”

Începuturile instituției sunt legate de cele ale primei școli elementare din Arad. Aceasta a fost înființată în 1707 de călugărul bavarez Kamill Höfflich, funcționând mai întâi în încăperile modeste ale unei școli improvizate. În 1745 școala devine devine școală latină, și în 1762 gimnaziu, Obergymnasium, denumire impusă de reorganizarea sistemului de învățământ din Imperiul Austriac. În 1845 s-a aplicat o reformă școlară în urma căreia gimnaziul din Arad devine gimnaziu superior complet, iar în 1868 ia denumirea de gimnaziu superior regal. Școala latină și gimnaziul din Arad, patronate de călugării minoriți au funcționat pe rând în două locații, proprietăți ale ordinului (1745-1821 / 1821-1873).
În condițiile în care populația școlară creștea se impunea construirea unei noi clădiri. S-au folosit la început o parte din fondurile Fundației „Margareta Bibits”, la care s-a adăugat apoi o contribuție substanțială a statului. Între anii 1869-1873 a fost construită clădirea actualului colegiu. Lucrările de construcție au fost conduse după planurile arhitectului Josef Diecher din Budapesta. Clădirea este zidită în stil neorenaissance și este compusă din două părți: clădirea principală, cu etaj și subsol, și corpul secund aflat în partea de apus unde există și sala de gimnastică. Întrucât fundația Bibits nu a putut întreține școala, din 1895 statul și-a luat asupra sa această sarcină.

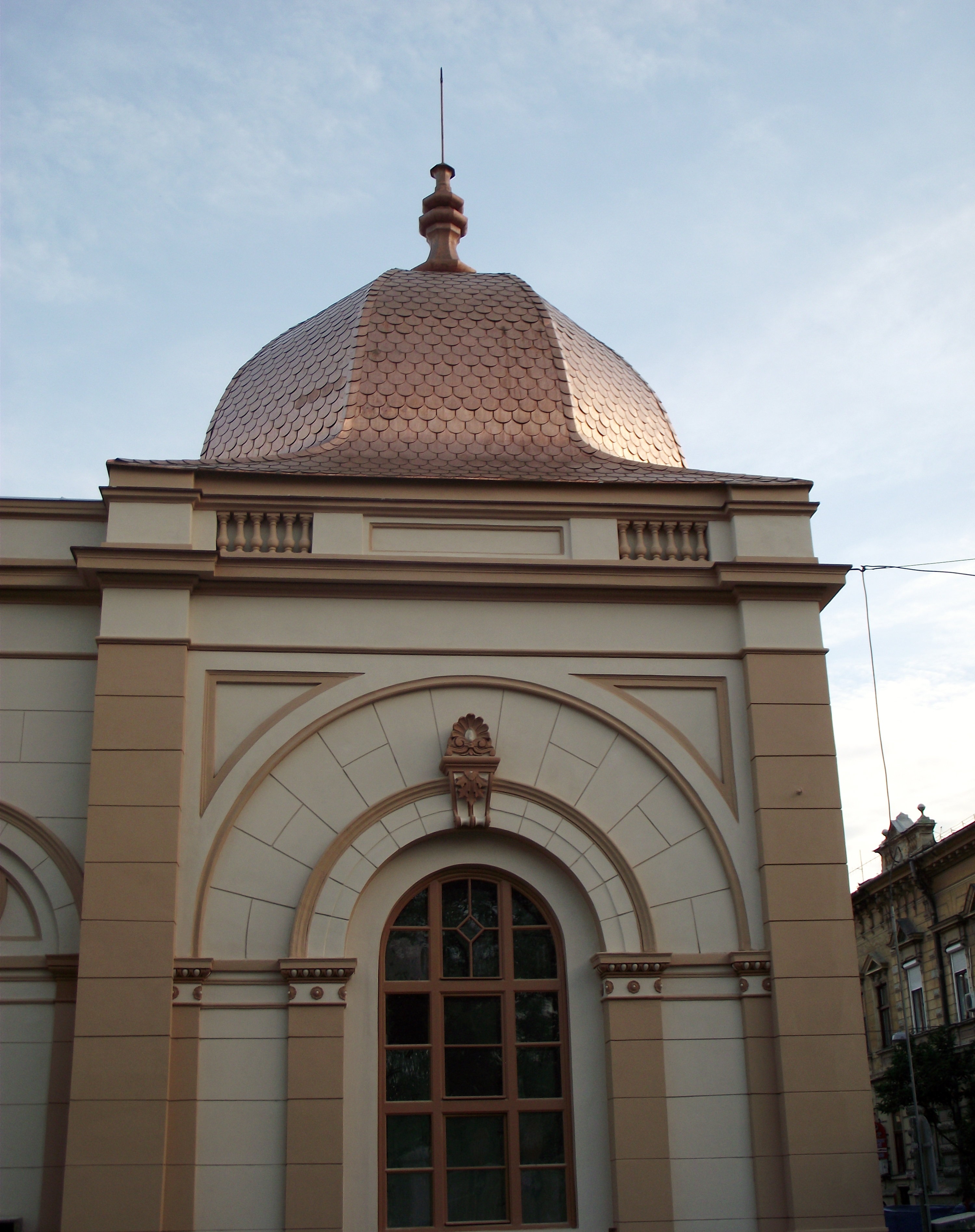
Vedere laterală a unei aripi a clădirii Colegiului Național "Moise Nicoară" din Arad.

La 5 octombrie 1919 școala devine Liceul „Moise Nicoară”, primul liceu românesc de băieți din Arad. Ziarul local “Românul” consemna că sala festivă era plină „de toți cei care doreau să audă cuvântul românesc răsunând și afirmându-se pentru întâia dată într-un lăcaș de cultură românească.”. La evenimentul de atunci a fost prezent și Vasile Goldiș, în calitate de ministru, reprezentant al guvernului, iar în cuvântarea sa primul director, profesorul Nicolae Mihulin, vorbea despre menirea liceului și anume „să crească elevi care să devină buni cetățeni români și oameni de caracter” și într-adevăr, mulți dintre cei care au trecut ca elevi pragul acestei școli, au ajuns personalități de prim rang în cultura românească: profesori universitari, doctori în științe, literați, medici, ingineri, juriști, economiști, unii dintre ei devenind membri ai Academiei Române, respectiv ai Academiei Maghiare.
Edificiul a fost preluat de statul român în 1934, iar în anul 1955, liceul a fost introdus pe lista oficială a monumentelor de arhitectură.
Reforma învățământului din 1948 a marcat începutul generalizării învățământului. Fostul liceu „Moise Nicoară” a fost denumit Școala Medie nr. 1 din Arad, iar în 1957 primește numele de „Ioan Slavici”. În anul 1991 se revine la vechiul nume „Moise Nicoară”, iar din anul 2000, se numește Colegiul Național „Moise Nicoară”, continuând prin rezultatele deosebite obținute de elevii săi aceeași tradiție de școală de elită, punct de referință în învățământul preuniversitar, recunoscut atât în plan local, național cât și internațional.
În anul 1998 s-a constituit Fundația „Moise Nicoară“, instituție cu caracter educațional, care și-a propus stimularea și sprijinirea materială a activităților extracurriculare ale elevilor și profesorilor din școala cu același nume.
În toamna anului 2011 au început ample lucrări de reabilitare a colegiului prin fonduri europene. Lucrările, în valoare de 11 milioane de euro, reprezintă cea mai mare finanțare obținută în întreaga regiune de vest a României pe secțiunea dedicată infrastructurii educaționale. Lucrările au durat până în vara anului 2013, în podul clădirii fiind amenajat și un spațiu pentru un observator astronomic.

## Dotare

### Sala festivă
Sala festivă a colegiului, în care predomină elementele în stil baroc, este o încăpere special destinată evenimentelor oficiale (decernarea de premii, conferințe, serbări, festivitățiile de început/sfârșit de an școlar etc) prevăzută cu toate dotările tehnice necesare desfășurării unor astfel de activități. Aceasta a fost recent renovată, toate elementele arhitecturale fiind readuse cu deosebit de multă grijă și precizie la gloria lor de odinioară. 

### Informatică
Colegiul are 3 laboratoare de informatică dotate cu smartboard-uri. Se pot ține lecții asistate de calculator, laboratoarele de informatică fiind deschise tuturor catedrelor.

### Bibliotecă
Biblioteca școlii este una dintre cele mai mari biblioteci care funcționează în cadrul liceelor sau colegiilor naționale. Fondul de cărți este reprezentat de peste 40.000 de volume care acoperă variate domenii (literatură universală și română, matematică, fizică, chimie, geografie, istorie, științe sociale, istoria religiilor, limbi străine etc) și sunt de un real ajutor elevilor în procesul de informare și de întregire a cunoștințelor. Volumele provin din donații ale comitetului de părinți, ministerului, sponsorilor, abonamente la diverse reviste („Apostrof”, „Dilema”, „Magazin istoric”, „Biblioteca” etc.). Dintre cărțile rare se găsește Colecția „Britanica” formata din 33 de volume.

### Sala și terenul de sport
Baza sportivă este compusă din 2 terenuri de baschet, 2 terenuri de fotbal, piste de atletism, precum și o sală de jocuri (baschet și volei), o sală de gimnastică și 3 săli de forță.

### Chimie
Colegiul Național „Moise Nicoară” deține 1 laborator de chimie. Aici se pot efectua experimentele chimice prevăzute de programa școlară. Dincolo de design-ul plăcut al laboratoarelor, dincolo de dotarea lor rezonabilă în condițiile actuale, aici are loc o serioasă activitate de pregătire a elevilor susceptibili de performanță, atât din punct de vedere teoretic, cât și practic.

### Fizică
Colegiul dispune de 2 laboratoare de fizică. În fiecare laborator se pot realiza principalele experimente de mecanică, fizică moleculară, căldură, fenomene electrice și magnetice, fenomene optice, cu ajutorul materialelor didactice necesare. Un laborator este prevăzut cu TV, video și calculator, unde se pot fi prezentate filme didactice și pot fi simulate fenomene fizice. Catedra de fizică a inițiat din 1999 un cerc de astronomie, care are o dotare de ultimă generație constând intr-un telescop, o lunetă și un aparat foto cu care pot fi studiate principalele fenomene astronomice. Cu ajutorului calculatorului conectat la internet se păstreză legătura cu alte cercuri astronomice și licee din țară. Odată cu renovarea din 2011, Colegiul Național "Moise Nicoară" dispune acum și de un observator astronomic situat în podul edificiului.

### Cantina

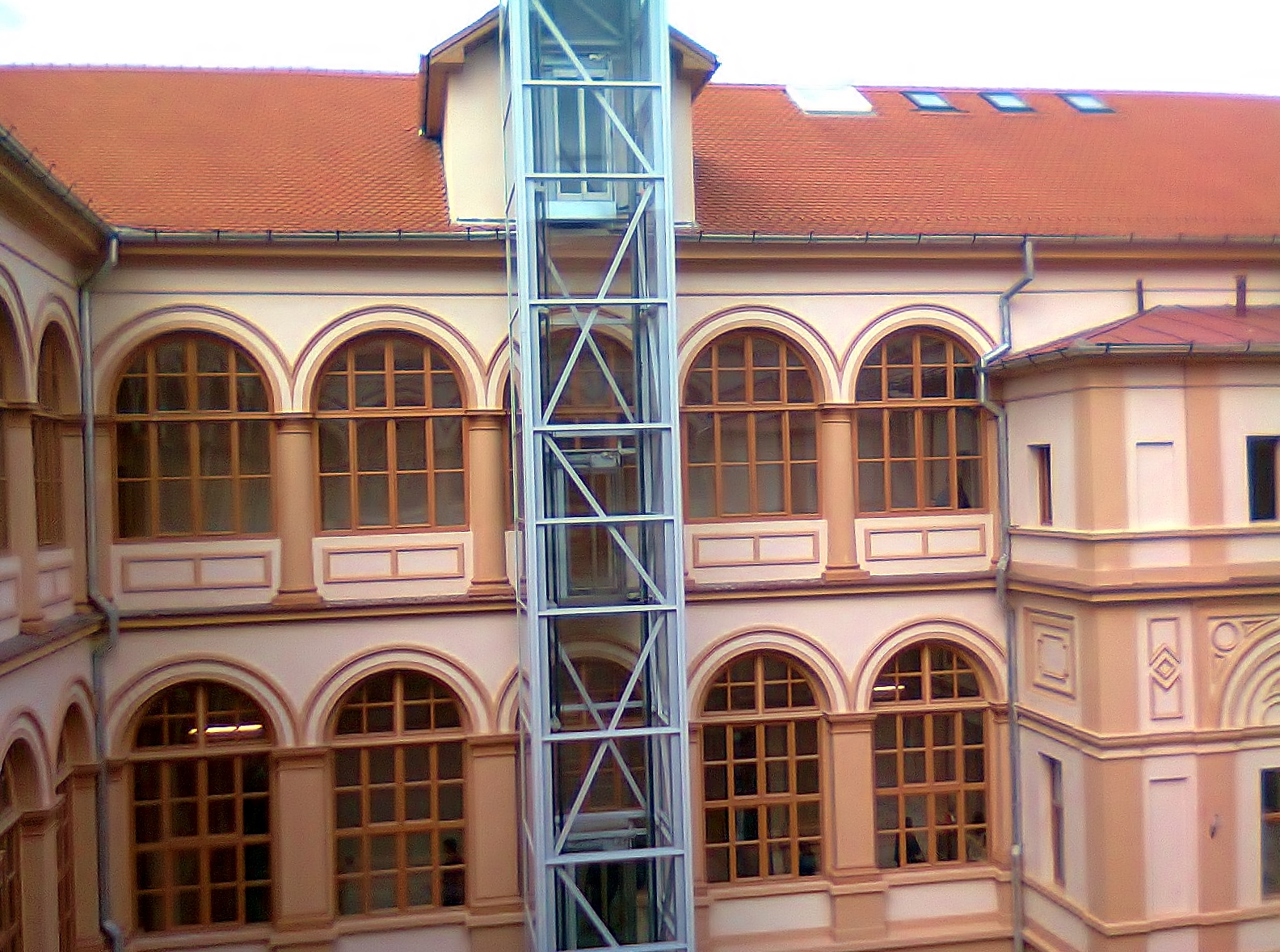
Lift de sticlă în una din curțile interioare ale Colegiului Național "Moise Nicoară" din Arad.

În cadrul colegiului funcționează o cantină unde iau masa zilnic peste 80 de elevi și profesori. Meniul servit este unul stas, adaptat la preferințele elevilor.

### Biologie
Catedra de biologie dispune de un laborator și de un depozit cu materiale didactice. În laborator se găsesc mese faianțate prevăzute fiecare cu chiuvete, unde se pot efectua principalele lucrări practice de fiziologie vegetală și animală, cu ajutorul aparaturii adecvate. În depozitul de materiale se găsesc planșe și mulaje didactice, o colecție rară de păsări și mamifere împăiate, animale formolizate, fosile, schelete.

### Educație tehnologică și atelier
Colegiul dispune de un complex de săli compus din cabinetul de Educație Tehnologică (E.T.), mobilat funcțional și utilat adecvat, un atelier pentru lucrări practice și o sală de proiecție. Structura modulară a orelor de E.T. permite cunoașterea diverselor domenii de activitate. Modulele abordează principalele domenii tehnologice: tehnologia materialelor nemetalice și a celor metalice, electrotehnică, electronică, tehnologii agricole, gastronomie, desen tehnic, tehnologia informației, organizarea mediului înconjurător, etc.

## Absolvenți

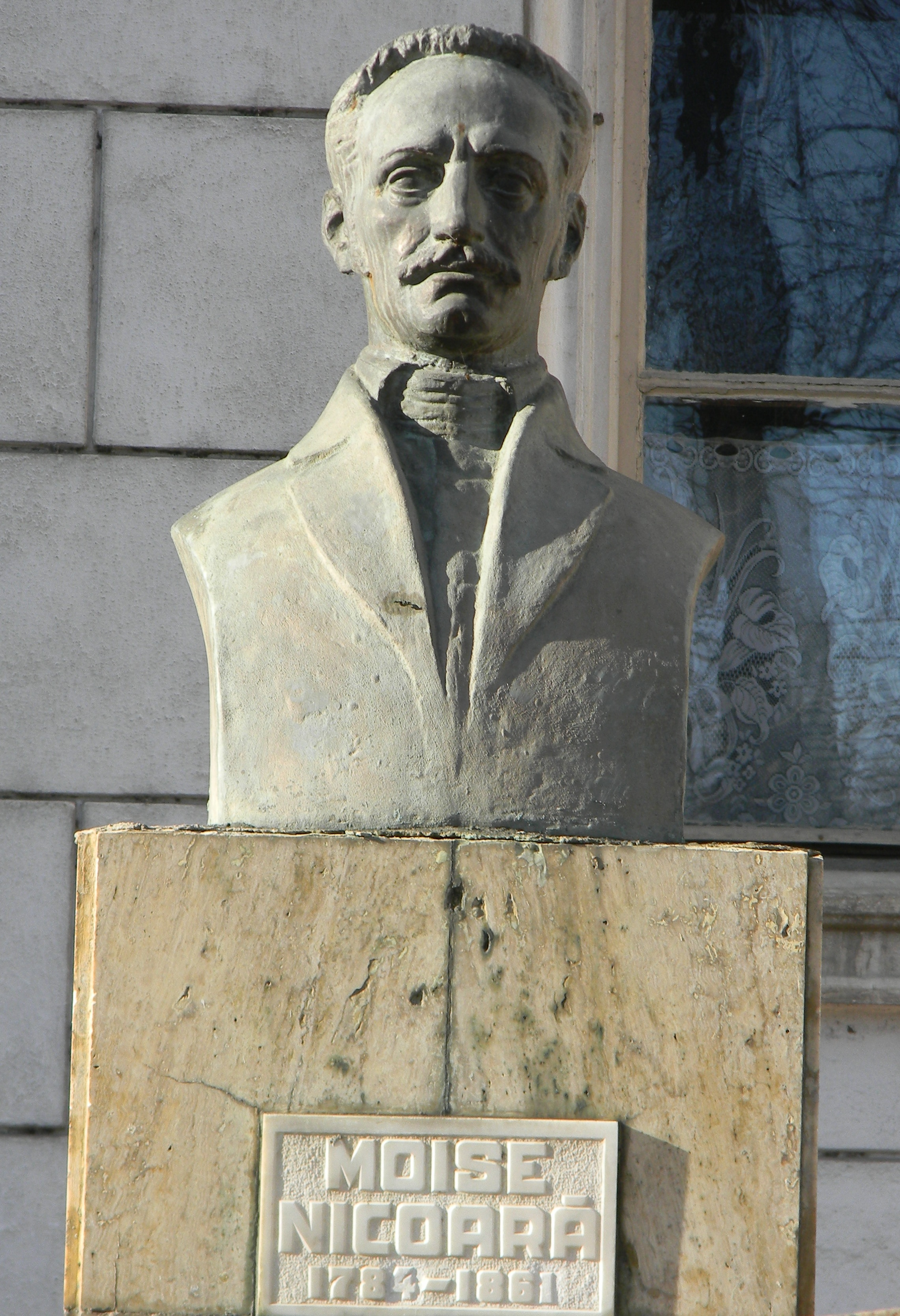
Moise Nicoară

- Moise Nicoară (1784-1861), ofițer în armata austriacă, luptător pentru emanciparea românilor din Arad de sub tutela ortodoxă sârbă
- Vasile Goldiș (1862-1934), publicist, om politic
- Ioan Slavici (1848-1925), scriitor
- Ioan Suciu (1862-1939), avocat, membru în Consiliul Dirigent
- Atanasie Marian Marienescu (1830-1915), etnograf, academician
- Mircea Vasiliu Stănescu (1841-1888), avocat, folclorist
- Emil Monția (1882-1965), avocat, folclorist
- Corneliu Micloși (1887-1963), inginer, academician
- Tiberiu Popoviciu (1906-1975), matematician, academician
- Valeriu Novacu (1909-1992), fizician, membru corespondent al Academiei Române
- László Gáldi (1910-1974), lingvist și traducător, membru corespondent al Academiei Maghiare de Științe
- Tibor Molnár (1911-1998), scriitor
- Caius Iacob (1912-1992), matematician, academician, primul reprezentant al PNȚCD în Senatul României de după 1989
- Mathias Bernath (1920-2013), istoric, profesor universitar la Berlin

## Proiecte
- Comenius “Ins and Outs of the Magic Möbius Strip”
- Erasmus+ “The Magic of Sound”
- Erasmus+ ”The Magic of Water”
- CRISSH2020

### Schimburi educaționale
- Colegiul Catolic din Strasburg
- Euroweek

## Reviste
- Laboremus
- Revista T